# Jumana Manna
Jumana Manna (Princeton, 1987) es una artista contemporánea palestina cuya obra incluye películas y esculturas en las que explora las relaciones de poder y su materialización.Ha vivido en Jerusalén, Oslo y Berlín. Tiene ciudadanía estadounidense e israelí.

## Trayectoria
Manna nació en 1987, en Princeton, Estados Unidos pero creció en Jerusalén. Se licenció en la Academia Nacional de las Artes de Oslo y realizó una maestría en artes en estética y política en el Instituto de las Artes de California. El trabajo de Manna explora los efectos de las prácticas de conservación en los campos de la agricultura, la ciencia y el derecho.
Artista visual multidisciplinar, Manna trabaja con múltiples medios, entre ellos la instalación artística y el cine. Manna ha expuesto sus obras en el Museo de Arte Moderno, MoMA PS1, The Moving Museum, el Museum van Hedendaagse Kunst Antwerpen, y el Centro Wexner para las Artes.
En la década de los años 2010, participó en numerosas exposiciones individuales y colectivas y en festivales de cine. Su obra se expuso en el pabellón nórdico de la 57.ª Bienal de Venecia, así como en la Berlinale.

## Obra
En 2010, Blessed Blessed Oblivion (vídeo, 23 min) examina la cultura thug (gamberros orgullosos) del barrio de Silwan, en Jerusallen, y se centra en la masculinidad de sus habitantes, que son filmados en la peluquería, el túnel de lavado y el gimnasio. La obra se inspira en Scorpio Rising, una película experimental realizada par Kenneth Anger en 1964 y forma parte de la colección del Centro Pompidou.
La película de Manna de 2015 A Magical Substance Flows Into Me se centra en la búsqueda de Robert Lachmann para crear un archivo de "música oriental" en Jerusalén. El MoMA proyectó A Magical Substance Flows Into Me en 2022.
En 2018, Manna estrenó su segunda película, Wild Relatives, que narra la transferencia de semillas desde el Banco Mundial de Semillas de Svalbard en Noruega al International Center for Agricultural Research in the Dry Areas (ICARDA) (Centro Internacional de Investigación Agrícola en Zonas Áridas) el cual se trasladó al valle libanés de la Becá debido a la guerra en Siria. La película explora diversos temas y sigue a varias personas en Noruega, Siria y Líbano, además de centrarse en la contemplación.
El Museum van Hedendaagse Kunst Antwerpen exhibió en 2021 la exposición de Manna, Thirty Plumbers in the Belly, que incluye una serie de esculturas que exploran los temas de las aguas residuales, la digestión y las obras de construcción.
Su película Foragers (Al-Yad Al-Khadra, 2022) se centra en el vínculo entre los palestinos y la tierra a través de la práctica de la recolección silvestre de plantas comestibles, como el za'atar o el akkoub (alcachofa silvestre), a pesar de que están prohibidas por las leyes israelíes de protección de la naturaleza. Se presentó en la exposición de la Bienal de Arte de Toronto “What Water Knows, the Land Remembers”.
De septiembre de 2022 hasta agosto de 2023, Manna realizó su primera gran exposición en un museo estadounidense titulada "Break, Take Erase, Tally ", en el MoMA PS1. La exposición se llevó después al Centro Wexner para las Artes.

## Reconocimientos
Manna recibió su primer premio en 2012, el A.M. Qattan Foundations' Young Palestinian Artist Award (Premio para Jóvenes Artistas Palestinos de la Fundación A.M. Qattan).
En 2017 ganó el premio Ars viva Prize for Visual Arts. Ese mismo año, Manna también estuvo nominada al Preis der Nationalgalerie für junge Kunst y al año siguiente fue finalista New Visions Award.